# 渡辺直樹 (イラストレーター)
渡辺 直樹（わたなべ なおき、1963年 - ）は、日本のイラストレーター。
1963年、東京に生まれる。1984年に桑沢デザイン研究所ドレスデザイン科を卒業後、斉藤玲子に師事。セツ・モードセミナーに入学。1987年より桑沢デザイン研究所講師。他、織田デザイン専門学校講師。中野ファッションクロッキー主宰。
2003年、大日本インキ主催の「明治・大正・昭和の色彩展」（企画・構成：城一夫）のイラストを担当。2009年よりコクヨのきせかえシール絵本『おしゃれノート』のイラストを担当。

## 著書
- 『日本のファッション - 明治・大正・昭和・平成』城一夫との共著、青幻舎、2007年、ISBN 978-4861521089
- 『新・ファッションデザイン画テクニック』グラフィック社、2008年、ISBN 978-4766118940
- 『昭和のファッション おしゃれぬり絵』渡辺明日香監修、太郎次郎社エディタス、2012年、ISBN 978-4811808208
- 『日本の制服150年』青幻舎、2016年、ISBN 978-4861524752
- 『新装改訂版 日本のファッション - 明治・大正・昭和・平成』城一夫・渡辺明日香との共著、青幻舎〈ビジュアル文庫〉、2014年、ISBN 978-4861524271

## おしゃれノート
- 『おしゃれノート』コクヨ、2009年、ISBN 978-4903584706
- 『おしゃれノート・2』コクヨ、2011年、ISBN 978-4903584744
- 『おしゃれノート・LIZ LISA』コクヨ、2012年、ISBN 978-4905122081
- 『おしゃれノート・3』コクヨ、2013年、ISBN 978-4905122142
- 『おしゃれノート・マジカルドリーム』コクヨ、2016年、ISBN 978-4905122401